# 大谷口配水塔

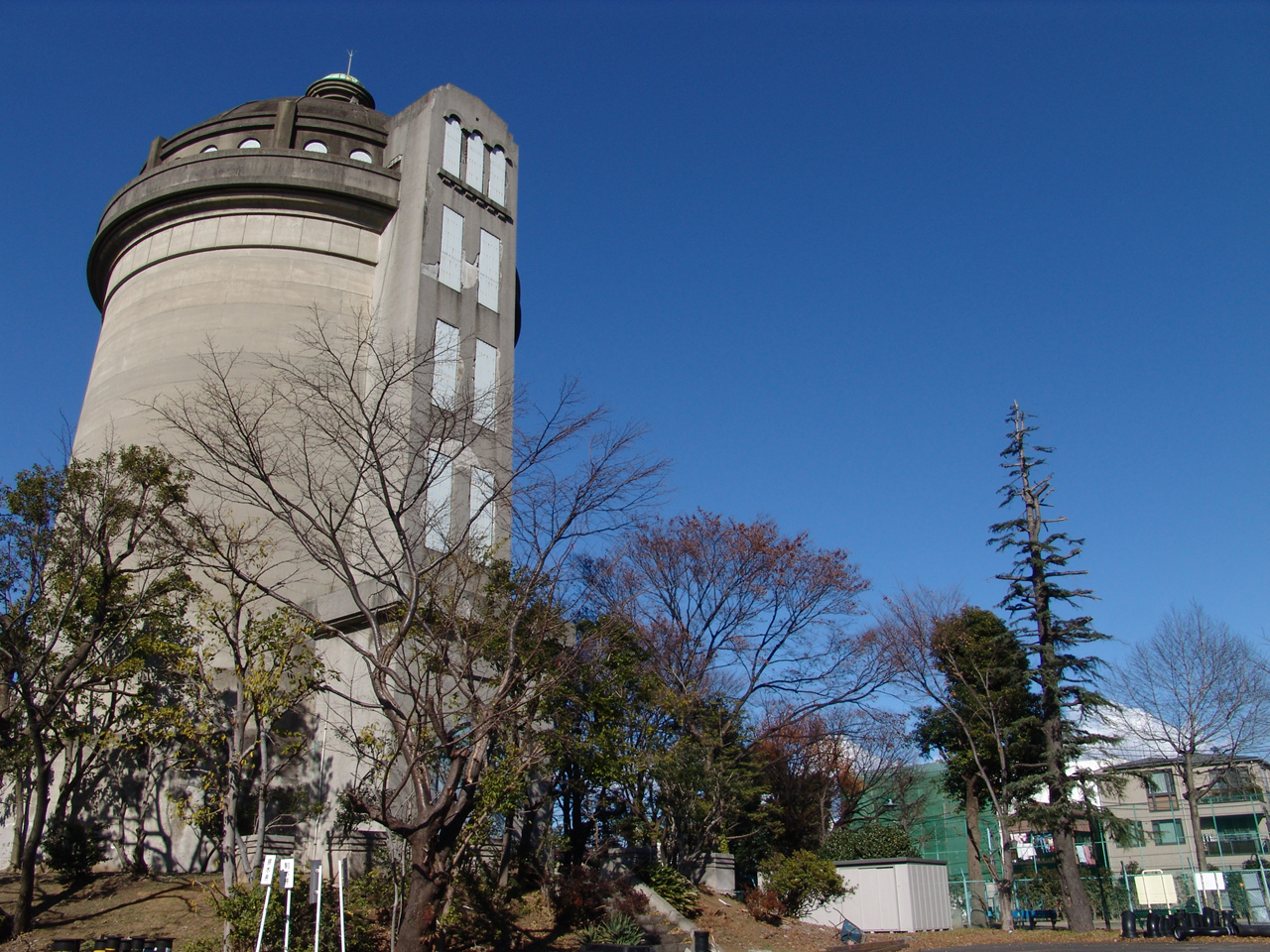
大谷口配水塔（2003年）

大谷口配水塔（おおやぐちはいすいとう、英称 Oyaguchi standpipe）は、東京都板橋区大谷口にある荒玉水道の大谷口給水場（現：大谷口給水所）にあった配水塔である。

## 概要
高さ約33 mの鉄筋コンクリート造の円筒の上に大小二つのドームが載る意匠を特徴とする。1931年に完成し、配水塔としては1972年7月31日まで使用された。完成当時の周辺は畑田圃が多く、近隣上板橋村各戸への給水ではなく王子・滝野川方面の製紙工場への給水が主であった。
設計者は駒沢給水塔などと同じく中島鋭治とする説が長らく語られてきたが、没年から逆算すると計算が合わず、現在は中島洋吉の設計とする説が有力である。
当時の技術上の問題から自然流下による給水方法をとらざるを得なかったため、建設にあたっては高台の敷地が選ばれた。そのため使用停止後も中野通り沿いの地元では良く目立ち、「大谷口水道タンク」として板橋区の景観百選に選定されるなど、地域のランドマークとして親しまれてきたが、老朽化と給水所の再整備のため2005年6月に取り壊された。
跡地の給水所には、2011年3月に旧配水塔を模したデザインのポンプ棟が完成した。
同時期に建造された、意匠を同じくする配水塔である野方配水塔は現存している。また、千葉県松戸市の栗山浄水場にもよく似たデザインの配水塔がある。

## アクセス

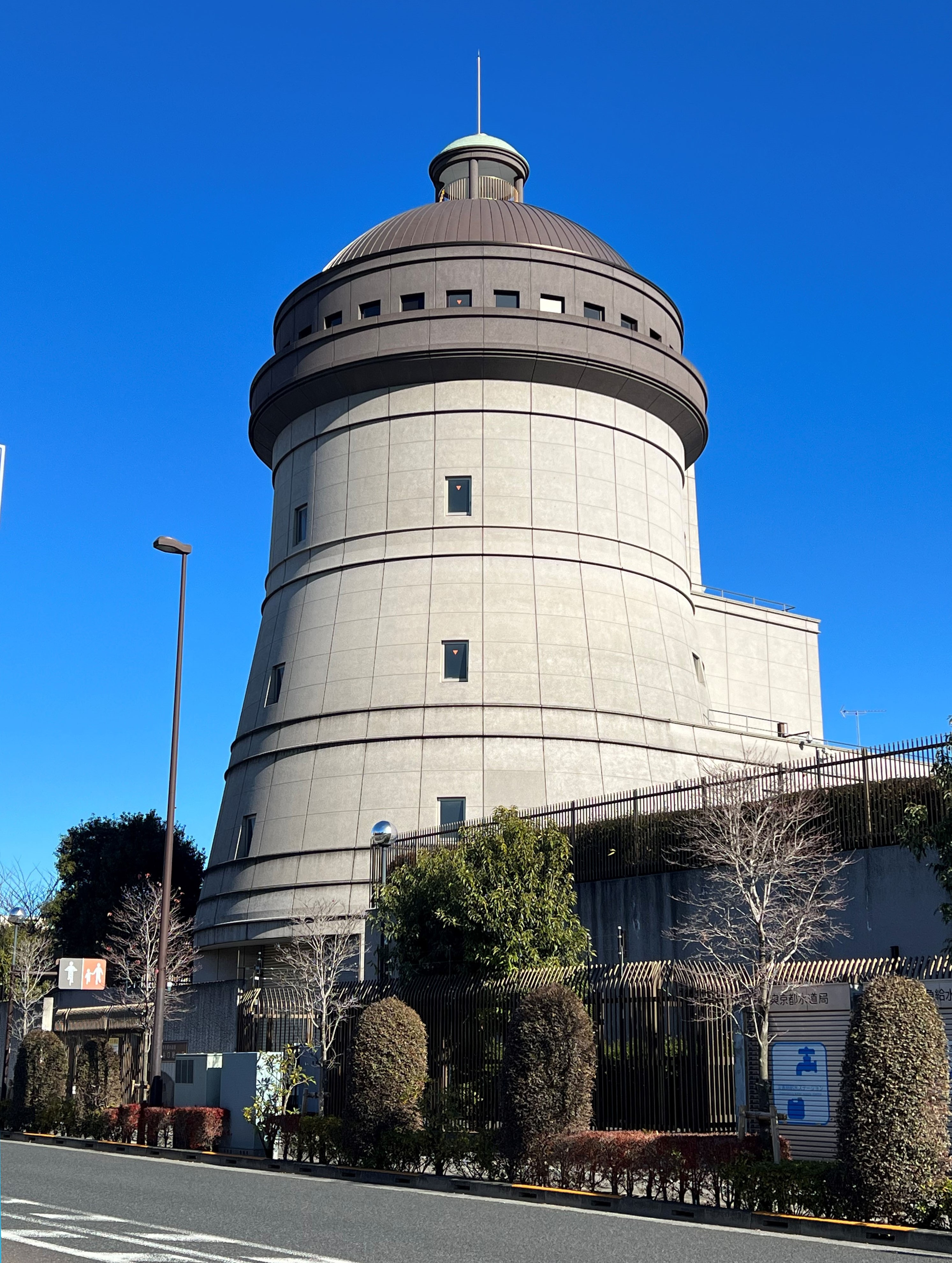
大谷口給水所ポンプ棟（現存）

鉄道
- 東京メトロ有楽町線・副都心線千川駅下車。
  - 中野通りを北進。徒歩13分。

バス
- 東京メトロ有楽町線・副都心線千川駅停留所
  - 国際興業バス池05系統/池85系統日大病院前行に乗り、5分。水道タンク前停留所下車
- JR東日本・東京メトロ丸ノ内線・副都心線・有楽町線池袋駅西口のりば
  - 国際興業バス池05系統/池85系統日大病院前行に乗り、15分。水道タンク前停留所下車

## ギャラリー

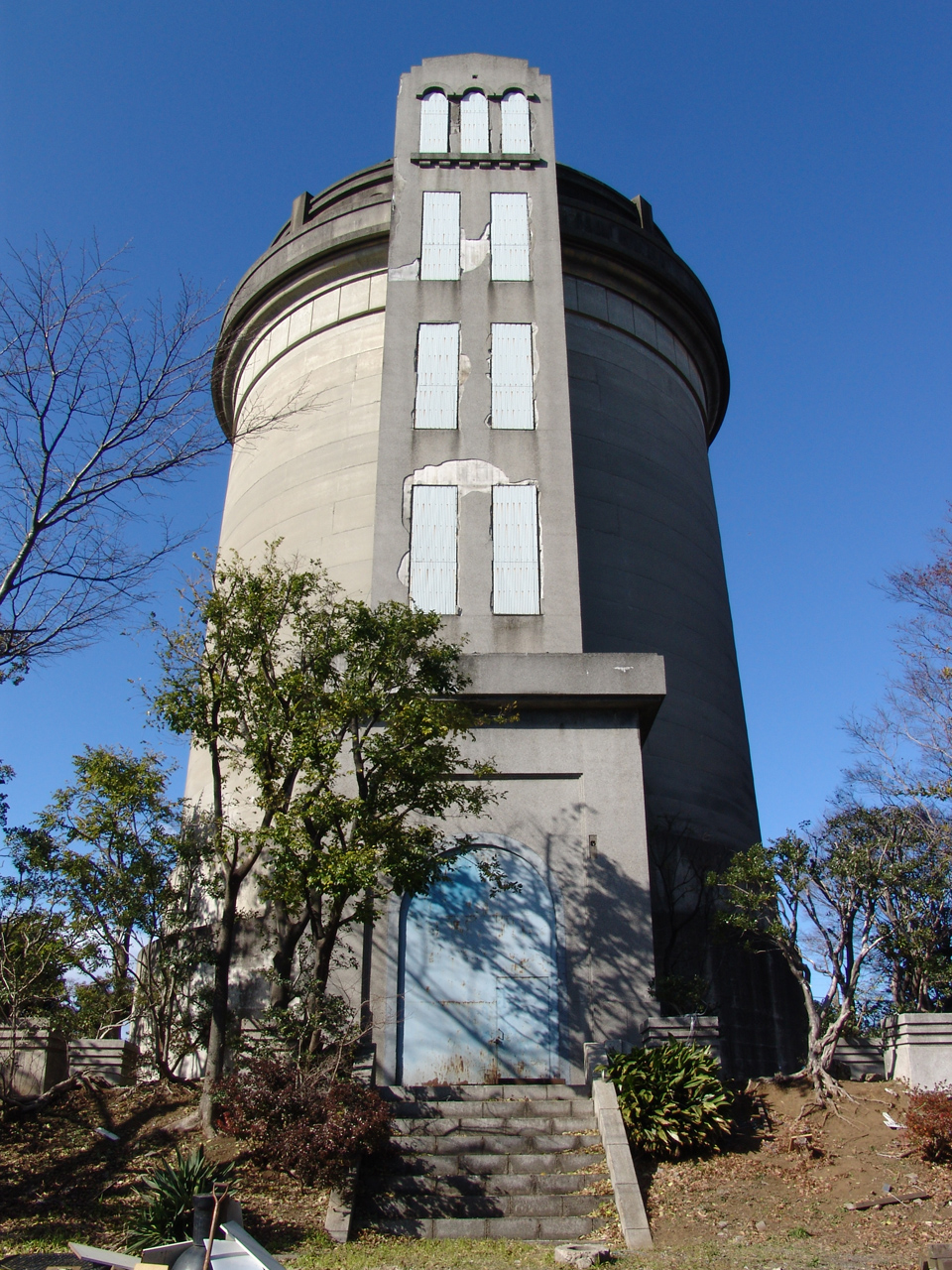
大谷口配水塔／正面
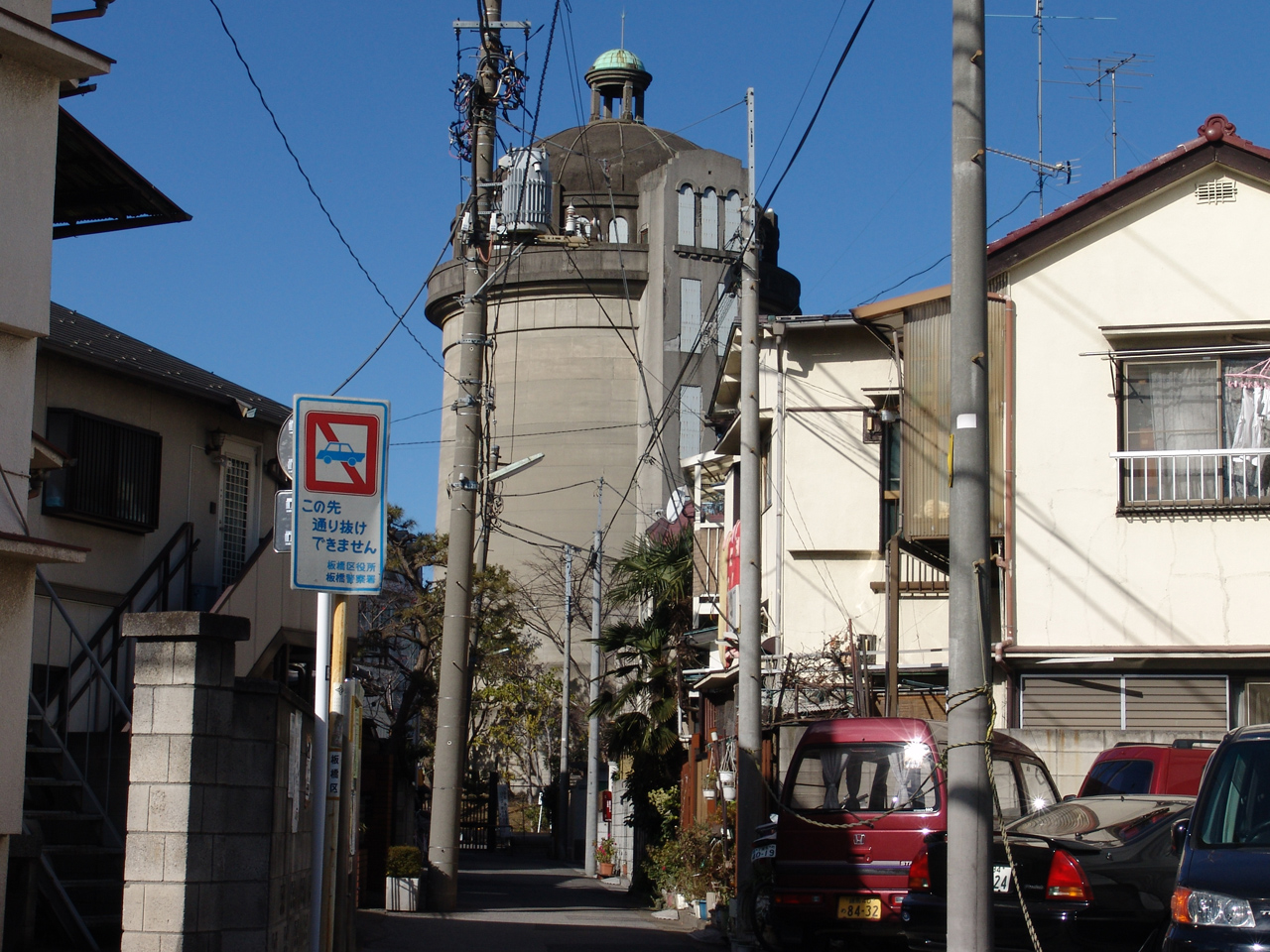
大谷口配水塔／住宅地
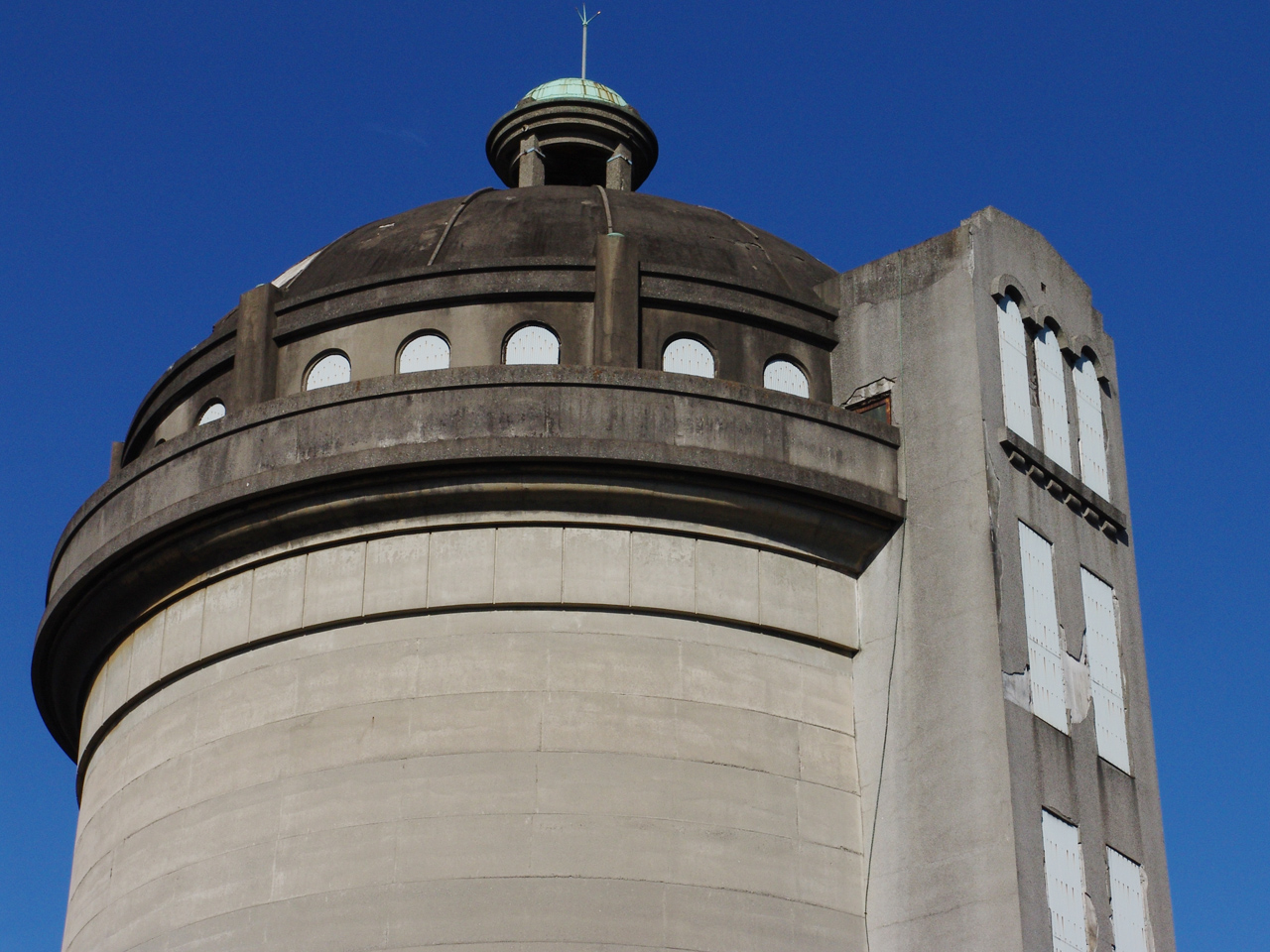
大谷口配水塔／壁面・上層階のアップ